# Tonrometra
Tonrometra is een geslacht van haarsterren uit de familie Antedonidae.

## Soorten
- Tonrometra brevipes (A.H. Clark, 1912)
- Tonrometra multicirra A.H. Clark, 1929
- Tonrometra remota (Carpenter, 1888)
- Tonrometra spinulifera (John, 1939)